# Werbeartikel

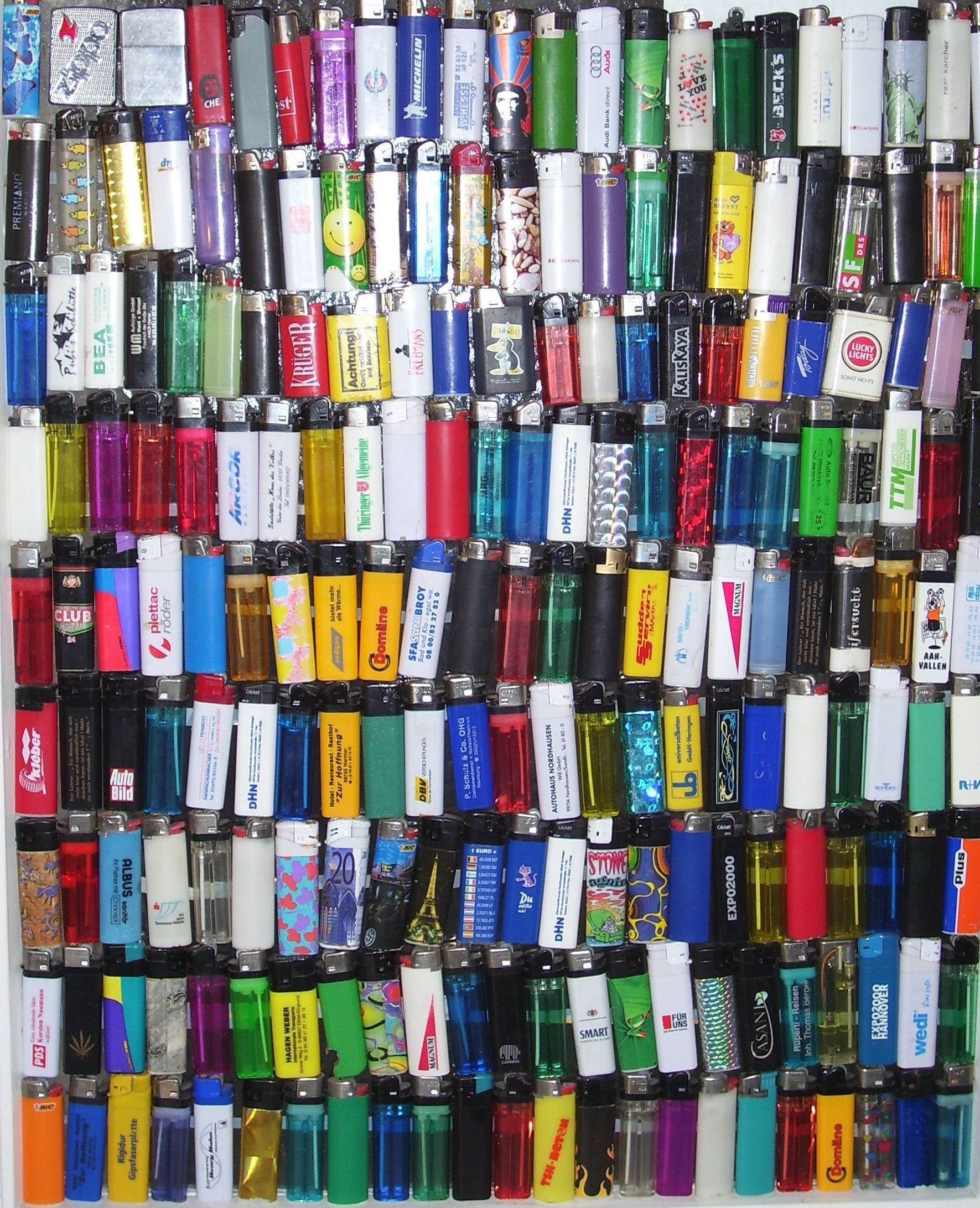
Klassischer Werbeartikel: Feuerzeuge

Werbekugelschreiber und -notizblock.

Ein Werbeartikel oder Werbegeschenk ist ein Werbeträger, den Unternehmen zu Werbezwecken an Kunden und Interessenten verschenken. Weitverbreitete klassische Werbeartikel sind Kalender, Kugelschreiber und Feuerzeuge. Der Markt reicht von preisgünstigen Streuartikeln und Gimmicks bis zu hochwertigen Markenartikeln und Sonderanfertigungen.

## Geschichte
Die Geschichte des Werbeartikels begann mit der Industrialisierung im 19. Jahrhundert, beliebt waren z. B. Zündholzschachteln. In den 1960er Jahren professionalisierte und strukturierte sich die deutsche Werbeartikelbranche mit der Gründung des PSI (Präsent Service Institut, heute: Promotional Product Service Institute), in dem sich Lieferanten und Händler zusammenschlossen. Die PSI-Messe in Düsseldorf ist bis heute eine der größten Werbeartikelmessen Europas. Der Gesamtverband der Werbeartikelwirtschaft (GWW) vertritt seit 1993 die Interessen der Branche.

## Produktion
Auf Werbeartikeln ist in der Regel ein Claim oder Logo aufgebracht. Die Art der Aufbringung erfolgt nach Budget und Bedruckmaterial. Die Produktion dauert typischerweise zwischen einem Monat für klassische Werbegeschenke und 3–4 Monaten für in Asien produzierten Sonderanfertigungen (z. B. Plüschtiere).
Die individuelle Anfertigung von Werbeartikeln, die Corporate Identity/Corporate Design (CI/CD) gerecht werden – oft eigens für spezielle Kampagnen von Werbemittelagenturen konzipiert, gestaltet und produziert – sind ein für entsprechende Lieferanten und Kreativagenturen wichtiger Geschäftsbereich.

## Distribution
Die Distribution von Werbeartikeln erfolgt im B2B-Bereich in der Regel über spezialisierte Werbeartikelhändler. Die Händler bestellen, produzieren und/oder konfektionieren die Artikel großvolumig und verteilen sie dann an ihre Geschäftskunden. Manche Werbeartikelhändler haben sich dabei auf bestimmte Produktsegmente spezialisiert, zum Beispiel auf Schreib-, Dekorations- oder elektronische Werbeartikel.
Ein Auftragsboom ist häufig bei internationalen Großveranstaltungen zu erleben, so wie z. B. bei der Fußball-WM 2014 in Brasilien.

## Werbewirkung
Industrie, Handel und Gewerbe setzen Werbeartikel zur Kundengewinnung und Kundenbindung ein.
Bei der Beurteilung der Werbewirkung kommt es darauf an, messbare Kriterien zu finden. Beispiel: Jemand kommt am Messestand mit mehr Interessenten ins Gespräch, weil er einen pfiffigen Werbeartikel hat. Nur zu oft ist der Werbeerfolg jedoch nicht so einfach messbar. Es existieren methodisch meist fragwürdige Studien von Werbeartikelanbietern zu diesem Thema. An Hochschulen mit Marketingbezug wird zum Thema Werbeartikel geforscht, so z. B. an der Hochschule der Medien Stuttgart.
Laut einer Studie der Universität Augsburg gibt es zwei Arten von Werbegeschenken, die einen nachweislichen Effekt auf Kunden haben und sich sogar positiv auf den Umsatz des Werbetreibenden auswirken können. Zum einen sind dies Werbegeschenke, die einen finanziellen Vorteil beinhalten, zum Beispiel Gutscheine. Zum anderen sind es Präsente, die keinen unmittelbaren Bezug zum Unternehmen, welches die Werbegeschenke verteilt, aufweisen. Geschenke mit Bezug würden nämlich Eigennutz und wirtschaftliches Interesse vermitteln, was auf die Empfänger abschreckend wirke.
Werbeartikel sind Teil des Merchandisings eines Unternehmens.

## Steuerliche Aspekte

Hochwertiger Werbeartikel 35-Euro-Grenze – Porsche Stuttgart – Limited Edition

Die Grenze der steuerlichen Absetzbarkeit von Werbeartikeln liegt (Stand 2006) bei 35 Euro pro Jahr und Empfänger für den Netto-Kaufpreis des Artikels und ggf. zuzüglich Werbeaufdruck und Umverpackung, jedoch ohne eventuelle Versand- und Verpackungskosten. Diese Netto-Grenze gilt nur für Personen und Gesellschaften, die vorsteuerabzugsberechtigt sind. Dagegen muss ein Arzt oder Versicherungsvertreter etwa, der Werbeartikel im hochwertigen Segment abgibt, da nicht vorsteuerabzugsberechtigt, die 35-Euro-Grenze brutto rechnen. Höherwertige Werbeartikel können aufgrund der Obergrenzen nicht als Betriebsausgabe abgerechnet werden. Die Buchhaltung muss Werbeartikelempfänger namentlich auflisten, um eine Kontrolle der 35-Euro-Grenze zu ermöglichen. Diese Regelung entfällt für sehr wertgeringe Waren, etwa klassische Streuartikel.
Werbeartikel, die wie eine Prämie angeboten werden, sind von der 35-Euro-Grenze nicht betroffen. Ein Beispiel hierfür wäre ein Weizenbiergläser-Set als Produktzugabe zum Bierkasten.
In anderen Ländern wie zum Beispiel der Schweiz fehlen solche Abzugsgrenzen.